# Signos ortográficos

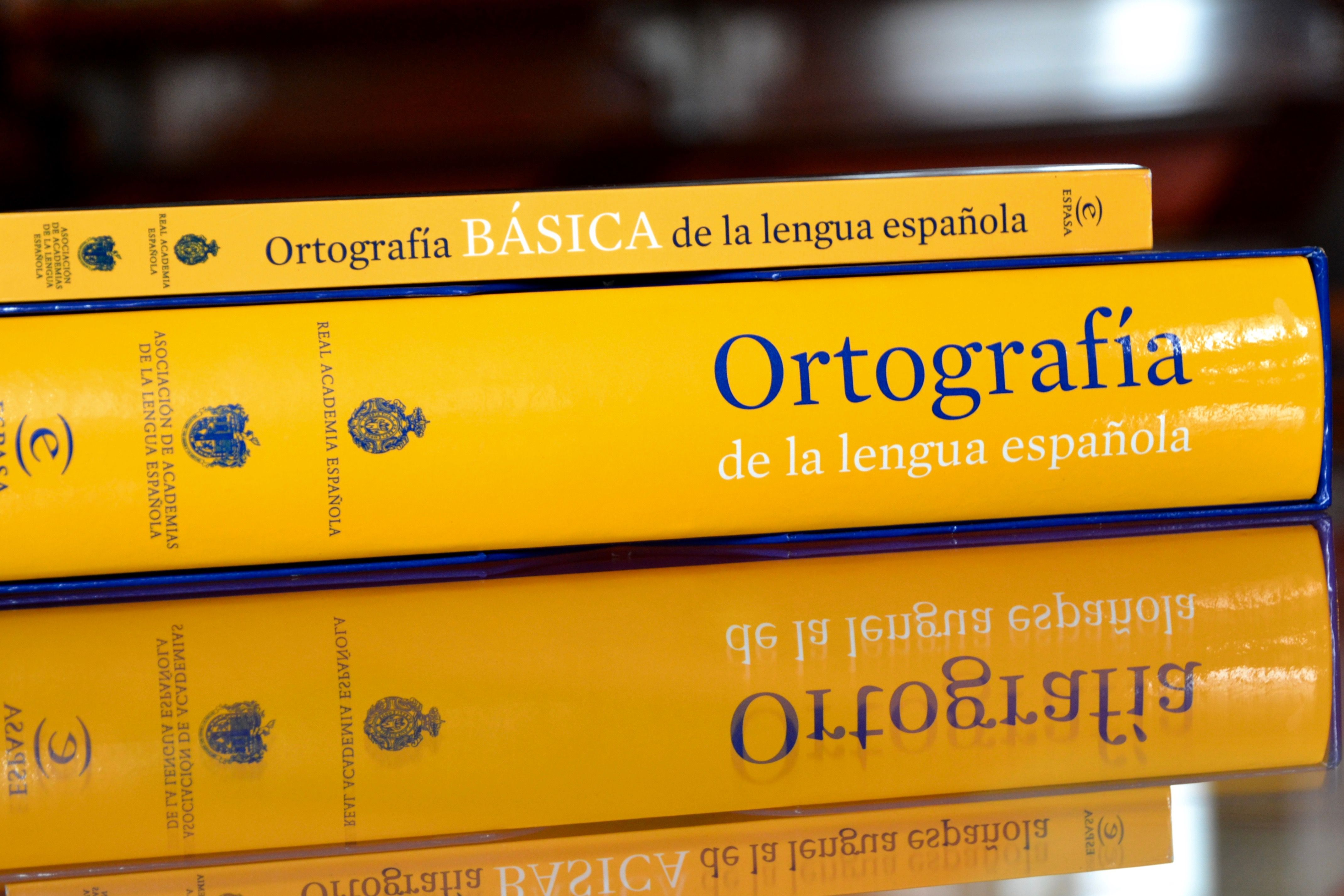
Ortografía de la lengua española de 2010 escrito por la RAE junto a la ASALE. Obra que recopila las convenciones del uso de los signos ortográficos en español.

Los signos ortográficos son todas aquellas marcas gráficas que no se clasifican como letras ni números, y que se encuentran en los textos escritos, los cuales, son el conjunto de enunciados coherentes plasmados sobre cualquier medio gráfico. El concepto de signo ortográfico se aplica principalmente a los sistemas de escritura de tipo alfabético, aunque también es válido, sobre todo por lo que respecta a los signos de puntuación, a otros sistemas.
El principal objetivo de la escritura —a través de la conservación de aquellos textos— es la comunicación de alguna idea o mensaje. El adecuado uso de los signos ortográficos contribuye a tal objetivo, pues logran que la idea o mensaje sea captada correctamente: con claridad y sin posible ambigüedad, y por lo tanto, provocan que su lectura sea la indicada.
Cada signo ortográfico tiene su propia función dentro de un texto escrito. Aunque en algunos casos el uso de algún signo ortográfico o la ausencia de este puede recaer sobre el estilo de redacción del autor, en la actualidad hay usos de algunos signos ortográficos en circunstancias específicas que son obligatorios por convención dentro de un idioma dado. 
Pueden variar el número y, en algunos casos, la clasificación de los signos ortográficos existentes en el español. Sin embargo, según el Diccionario Panhispánico de Dudas (segunda edición) existen tres tipos: signos diacríticos, signos de puntuación y signos auxiliares. Existen en español un total de once signos de puntuación: coma, punto, punto y coma, puntos suspensivos, dos puntos, signos de interrogación, signos de exclamación, corchetes, paréntesis, comillas y raya; y un total de seis signos auxiliares: apóstrofo, asterisco, barra, guion, llave y signo de párrafo.

## Tipos de signos ortográficos en español

### Según su emparejamiento
Según cuantos signos ortográficos se usen para una sola tarea, se pueden dividir en signos simples y dobles. Los signos simples se usan aisladamente, mientras que los signos dobles son los que se usan en pares. Ejemplos de signos simples son la coma, punto, punto y coma, puntos suspensivos y dos puntos. Los signos dobles deben ir pegados a las palabras que enmarcan, salvo que sea otro signo ortográfico; algunos ejemplos son  los signos de exclamación, paréntesis, comillas; una característica de estos signos es que todos ellos tienen nombres en plural. Sin embargo, hay algunos signos que pueden clasificarse de ambas formas dependiendo del contexto y uso que se le dé; algunos ejemplos son la raya o la llave. Hay incluso signos ortográficos que aunque se consideran de un tipo, bajo ciertas circunstancias se usan como del otro tipo, en especial cuando los signos dobles se pueden usar como simples.

### Según su función
Según su función se pueden distinguir los signos de puntuación de los signos auxiliares.

#### Signos de puntuación
Los signos de puntuación se usan para señalar las pausas y la entonación, sirviendo así para dirigir la lectura de enunciados, estructurar el discurso y sus diferentes partes para simplificar su interpretación, eludir posibles ambigüedades en textos que, en su ausencia, podrían poseer sentidos diferentes, y marcar el carácter especial de fragmentos de textos concretos: citas, incisos, intervenciones de distintos interlocutores en un diálogo, etc.
Son signos de puntuación: la coma, las comillas, el corchete, los dos puntos, el signo de interrogación y el signo de exclamación, el paréntesis, el punto, los puntos suspensivos, el punto y coma, y la raya.

#### Signos auxiliares
Los signos auxiliares son todos aquellos en los que no se relacionan con la entonación, por lo que poseen funciones muy variadas. Son signos auxiliares: el apóstrofo, el asterisco, la barra (/), la diéresis (¨), el guion, la llave, el párrafo y la tilde.